# KoNaRo – Kompetenzzentrum für Nachwachsende Rohstoffe
Unter dem Dach des KoNaRo – Kompetenzzentrum für Nachwachsende Rohstoffe in Straubing arbeiten drei voneinander unabhängige Institutionen im Bereich der nachwachsenden Rohstoffe eng zusammen: Der TUM Campus Straubing (TUMCS), das Technologie- und Förderzentrum (TFZ) und C.A.R.M.E.N. e.V. Hier werden im Auftrag des Freistaats Bayern Einsatzfelder für Biomasse erforscht, entwickelt und gefördert, außerdem gibt es am KoNaRo ein umfangreiches Informations- und Beratungsangebot zu den verschiedenen Themen der nachwachsenden Rohstoffe und der erneuerbaren Energien. 

## Geschichte
Im Jahr 1998 entschied die Bayerische Staatsregierung, die in Bayern stattfindenden Aktivitäten rund um die nachwachsenden Rohstoffe in Straubing zu bündeln. Daraufhin wurde im Januar 2001 offiziell das KoNaRo gegründet. C.A.R.M.E.N. e.V. und erste Sachgebiete des Technologie- und Förderzentrums zogen hierfür nach Straubing. Im Juli 2001 wurde das Konzept um das Wissenschaftszentrum Straubing (heute: TUM Campus Straubing) erweitert.

## Struktur
Jede der drei Säulen des KoNaRo hat ein spezifisches Aufgabenprofil. Der TUM Campus Straubing befasst sich in erster Linie mit der grundlagenorientierten Forschung und Lehre, die Schwerpunkte des Technologie- und Förderzentrum (TFZ) liegen in der angewandten Forschung sowie in der Förderung und in der Beratung und C.A.R.M.E.N. e.V. engagiert sich insbesondere in der Öffentlichkeitsarbeit und der Projektbegutachtung.
Durch unterschiedliche Arbeitsschwerpunkte im Bereich der Nachwachsenden Rohstoffe können die Mitarbeiter den Produktzyklus auf dem gesamten Weg von der Pflanze auf dem Feld bis zur Vermarktung im Supermarkt begleiten und ökologisch analysieren. Mitarbeiter des KoNaRo sind an der Entwicklung und Erprobung von neuen Technologien und Produkten ebenso beteiligt wie an Marktforschung und Markterschließung.
Begleitet wird die Arbeit des KoNaRo durch den Koordinierungsrat, dem Vertreter aus Wissenschaft, Industrie und Praxis sowie der örtlichen Politik angehören (Stand 2022):
- Thomas Hofmann, Präsident der TU München
- Stephan Sedlmayer, Präsident der Bayerischen Landesanstalt für Landwirtschaft (LfL)
- Hermann Balle, Verleger der Zeitungsgruppe Straubinger Tagblatt / Landshuter Zeitung
- Kathrin Castiglione, Lehrstuhl für Bioverfahrenstechnik, Friedrich-Alexander-Universität Erlangen-Nürnberg
- Eric Veulliet, Präsident des Bayerischen Waldbesitzerverband e.V.
- Josef Ziegler, Präsident des Bayerischen Waldbesitzerverbands
- Ralf Huber, Präsident des Bayerischen Bauernverbandes, Bezirksverband Oberbayern
- Josef Laumer, Landrat des Landkreises Straubing-Bogen
- Rudolf Escheu, Vorstandsvorsitzender C.A.R.M.E.N. e.V.
- Markus Pannermayr, Oberbürgermeister der Stadt Straubing

Quelle: KoNaRo

## Aufgaben
Das KoNaRo – Kompetenzzentrum für Nachwachsende Rohstoffe ist aktiv in Forschung, Beratung und Förderung, um die nachhaltige Nutzung von alternativen Energie- und Rohstoffquellen aus Biomasse zu unterstützen. Zum Beispiel hat Holz sowohl als Baustoff als auch als Heizmittel eine lange Tradition, ebenso wie Fasern für Kleidung oder Stroh als Dämmmaterial. Erst seit der Industrialisierung haben diese Produkte an Bedeutung verloren. Am KoNaRo versucht man neue Nutzungsmöglichkeiten zu finden und althergebrachte zu verbessern. Das kann als Baumaterial, Grundstoff für die chemische Industrie, zur Herstellung von Kunststoffen oder zur Energiegewinnung in fester, flüssiger oder gasförmiger Form sein.
In Straubing wird an der Erforschung, Entwicklung und Erprobung von neuen Technologien und Produkten ebenso gearbeitet wie an Markterforschung und Markterschließung. Neben der wissenschaftlichen Arbeit, die sowohl angewandte als auch grundlagenorientierte Forschung einschließt, wird das so gewonnene Wissen auch weiter vermittelt. Zu den Aufgaben des KoNaRo gehört die akademische Lehre darum ebenso wie Öffentlichkeitsarbeit, Erstellung von Publikationen und Beratung der unterschiedlichsten Interessensgruppen. Es gibt ein breites Informationsangebot für Verbraucher, Landwirte, Politiker aller Parteien, Wirtschaftsvertreter, Schüler und Studenten. Neben Vortragsreihen, Seminaren und Tagungen vor Ort in Straubing veranstaltet das KoNaRo auch Messeauftritte und Vorträge in Bayern und darüber hinaus. Schließlich werden von den Mitarbeitern auch Förderprogramme vollzogen und verschiedenste Projekte begutachtet, betreut und evaluiert.
Die wesentlichen Disziplinen für die Forschung und Umsetzung im Bereich der Nachwachsenden Rohstoffe sind am KoNaRo unter einem Dach vorhanden. Durch die räumliche Nähe und die enge Zusammenarbeit der drei Säulen sollen sich neue Möglichkeiten und Kooperationen, sowohl national als auch international, ergeben.